# Рикеттс, Томас
Томас Рикеттс (англ. Thomas Ricketts, 15 апреля 1901, Мидл-Арм, колония Ньюфаундленд — 10 февраля 1967, Сент-Джонс, Ньюфаундленд, Канада) — британский военнослужащий, участник Первой мировой войны. Награждён Крестом Виктории и французским Военным крестом.

## Биография
Томас Рикеттс родился 15 апреля 1901 года (в приходских книгах приводится дата 14 апреля 1900 года, но современными источниками она не подтверждается) в рыбацкой деревне Мидл-Арм, расположенной на западном побережье полуострова Бе-Верт. Он был третьим ребёнком в семье Джона и Амелии Рикеттс. У его отца также было трое сыновей от первого брака. Детство Томас провёл, помогая отцу ловить рыбу.
В 1916 году он поступил на службу в Королевский Ньюфаундлендский полк, который перед этим понёс тяжёлые потери в боях у Бомон-Амель во время битвы на Сомме. На момент зачисления в полк Рикеттс был несовершеннолетним. В документах он указал, что ему восемнадцать лет и три месяца. Подтверждения возраста от него не потребовали, а выглядел он старше своих лет. К тому моменту его мать умерла, отец проживал отдельно от семьи, сестра вышла замуж, а старший брат Джордж находился на фронте.
После прибытия в Великобританию и прохождения начальной подготовки, Рикеттс получил назначение в роту B 2-го батальона. В дальнейшем подразделение было переброшено во Фландрию и действовало в районе Ипра. В августе 1917 года он участвовал в битве при Пашендейле, во время которой его часть атаковала деревню Лангемарк. В октябре рота сражалась у Пулкапелле. В ноябре, во время битвы при Камбре, Рикеттс получил ранение в ногу и был направлен на лечение в Англию. В ходе тех боёв погиб его старший брат. В полк Томас вернулся через четыре месяца. К тому моменту он понёс серьёзные потери во время боёв у Байёля, был выведен из состава 29-й дивизии и отведён к побережью Ла-Манша, где обеспечивал охрану штаб-квартиры фельдмаршала Дугласа Хейга.
После восстановления численности батальон был включён в состав 28-й бригады, которая, в свою очередь, была частью 9-й Шотландской дивизии генерала Генри Хью Тюдора. В середине октября батальон Ньюфаундлендского полка занимал позиции вдоль железной дороги у деревни Ледегем. Утром 14 октября роты B и D начали атаку с целью захвата трёх немецких дотов. Части понесли серьёзные потери под плотным пулемётным огнём немцев. Продвигаться вперёд солдатам пришлось без поддержки артиллерии из-за плотной дымовой завесы, скрывшей поле боя. После того как атака была остановлена, Риккетс и командир его отделения младший капрал Мэттью Бразил вдвоём преодолели порядка пятисот ярдов, атаковали позиции орудий соперника и вынудили их расчёты отступить. Подошедший следом взвод захватил четыре орудия, четыре пулемёта и восемь пленных. За свои действия во время этой атаки Томас Рикеттс был награждён Крестом Виктории, став самым молодым его кавалером. Награду он получил в декабре 1918 года, когда дивизия уже находилась в составе оккупационных сил на территории Германии. Также Рикеттс был награждён французским Военным крестом с золотой звездой. Перед возвращением на родину в январе 1919 года он был удостоен аудиенции у короля Георга. Также ему было присвоено звание сержанта.
После возвращения Рикеттс поселился в Сент-Джонсе. В 1920 году он поступил в колледж Бишоп Фейлд, где существовала специальная программа обучения для бывших военных. В 1926 году Томас начал работать помощником в аптеке, а в середине 1930-х годов открыл свою собственную. В 1933 году он женился на Эдне Эдвардс, родившей ему двоих детей. Позднее у него начались проблемы со здоровьем, в конце 1940-х годов Рикеттс перенёс сердечный приступ. Из-за плохого самочувствия и болей он отказывался от приглашений на любые памятные мероприятия Королевского Ньюфаундлендского полка.
Умер Томас Рикеттс 10 февраля 1967 года в своей аптеке от сердечного приступа. Он похоронен на Англиканском кладбище Сент-Джонса. В траурных мероприятиях участвовали лейтенант-губернатор Ньюфаундленда Фабиан О’Ди и премьер-министр провинции Джоуи Смоллвуд.